# Grupo Kastri
O Grupo Kastri (2450/2400 - 2200/2 150 a.C.) foi uma proeminente fase da Civilização Cicládica, atestada nos assentamentos de Kastri (o mais importante) em Siros, Panormos em Naxos, Monte Kynthos em Delos e Agia Irini em Ceos; Kastri é formado por dois muros (o primeiro é composto por blocos de porte pequeno e médio e seis baluartes ocos, um deles utilizado como porta, e o segundo servia como parapeito), aglomerações de pequenas salas dividias por ruelas estreitas e um cemitério em um vale próximo. Os elementos arquitetônicos desta cultura (do tipo orientalizante), assim como os novos implementos da cerâmica e do manuseio de metais, conhecimentos adquiridos pelos habitantes do nordeste do Egeu (Troia) desde o começo do milênio III a.C., assim como os paralelos culturais entre Kastri e as culturas de Troia e Poliochini, sugere que houve movimentos populacionais durante esta fase.
Os primeiros exemplos de cerâmica feita em rodas são evidenciadas; possuía uma superfície vermelha brilhante polida, preta, e marrom-amarelada e suas formas são canecas com cabo, copos tratados (cilíndricos altos, decorados com duas alças verticais), pratos e taças rasas com jantes amplas e encurvadas abaixo da borda; píxides globulares pretos e polidos foram decorados com plástico retilíneo e ornamentos incisos imitando cordas de cestaria; jarros pretos polidos e decorados com grupos de incisões em linhas verticais, bules com decoração plástica e incisões e xícaras com pés decorados com o efeito claro e escuro. Estanho, bronze e prata foram utilizados como matéria prima, especialmente em exemplos de Kastri; um diadema de prata encontrado em Kastri é considerado como um sinal de hierarquia.